# Darreh Khalīl
Darreh Khalīl (persiska: درّه خلیل) är en ort i Iran.   Den ligger i provinsen Kermanshah, i den nordvästra delen av landet, 400 km väster om huvudstaden Teheran. Darreh Khalīl ligger 1 712 meter över havet och antalet invånare är 218.
Terrängen runt Darreh Khalīl är kuperad. Runt Darreh Khalīl är det ganska tätbefolkat, med 60 invånare per kvadratkilometer. Närmaste större samhälle är Armanī Jān, 12,4 km söder om Darreh Khalīl. Trakten runt Darreh Khalīl består i huvudsak av gräsmarker.